# Compagni di scuola
Pour plus de détails, voir Fiche technique et Distribution.
Compagni di scuola est un film italien réalisé par Carlo Verdone, sorti en 1988.

## Synopsis
Le film met en scène une réunion d'amis 15 ans après leur séparation.

## Fiche technique
- Titre : Compagni di scuola
- Réalisation : Carlo Verdone
- Scénario : Carlo Verdone, Rossella Contessi, Leonardo Benvenuti et Piero De Bernardi
- Musique : Fabio Liberatori
- Photographie : Danilo Desideri
- Montage : Antonio Siciliano
- Production : Mario Cecchi Gori et Vittorio Cecchi Gori
- Société de production : Cecchi Gori Group Tiger Cinematografica
- Pays :  Italie
- Genre : Comédie dramatique et romance
- Durée : 115 minutes
- Dates de sortie : 
  -  Italie : 21 décembre 1988

## Distribution
- Carlo Verdone : Piero « Il Patata » Ruffolo
- Christian De Sica : Ciardulli alias Tony Brando
- Nancy Brilli : Federica
- Eleonora Giorgi : Valeria Donati
- Massimo Ghini : Mauro Valenzani
- Angelo Bernabucci : Walter Finocchiaro
- Natasha Hovey : Cristina Romagnoli
- Giusi Cataldo : Margherita Serafini
- Luisa Maneri : Gloria Montanari
- Athina Cenci : Maria Rita Amoroso
- Piero Natoli : Luca Guglielmi
- Alessandro Benvenuti : Lino Santolamazza
- Maurizio Ferrini : Armando Lepore
- Isa Gallinelli : Jolanda Scarpellini
- Giovanni Vettorazzo : Francesco Toscani
- Carmela Vincenti : Gioia Savastano
- Fabio Traversa : Fabris
- Luigi Petrucci : Ottavio Postiglione
- Silvio Vannucci : Giulio Attenni
- Gianni Musy

## Distinctions
Lors de la 34e cérémonie des David di Donatello, le film reçoit 3 nominations et remporte le David di Donatello de la meilleure actrice dans un second rôle pour Athina Cenci.